# Imke Sönnichsen
Imke Sönnichsen (* 5. Mai 1970 in Niebüll) ist eine deutsche Illustratorin, mit dem Schwerpunkt auf Kinderbuchillustrationen.

## Leben und Wirken
Imke Sönnichsen ist nahe der dänischen Grenze aufgewachsen und studierte in London und Mainz Grafik-Design. Schon während ihres Studiums wurde der Jungbrunnen Verlag auf Imke Sönnichsen aufmerksam und verlegte 1999 das erste von Imke Sönnichsen illustrierte Kinderbuch Das kleine Nein!. Ihm folgte ein weiteres Buch beim Thienemann Verlag. Ihre Diplomarbeit Das Findel-Ei wurde ebenfalls vom Thienemann Verlag veröffentlicht.
Seitdem sind zahlreiche Kinder- und Jugendbücher, Kalender, Postkarten, Grußkarten, Kurzfilme und Poster von ihr illustriert worden.
Einige ihrer Bücher wurden bereits übersetzt.
Heute lebt und arbeitet Imke Sönnichsen in Aachen.

## Bibliographie (Auswahl)

### Text und Bilder
- Oma Adele und das Glück aus der Kiste. Bilderbuch. Oetinger Verlag, Hamburg 2012, ISBN 978-3-7891-7156-7

### Buchillustrationen
- Reinhardt Jung: Das kleine Nein!, Jungbrunnen Verlag 1999, ISBN 3-7026-5707-X
- Angelika Glitz: Das Findel-Ei, Thienemann Verlag 1999, ISBN 3-522-43301-7
- Annette Langen: Die kleine Motzkuh, Coppenrath Verlag, Münster 2000, ISBN 3-8157-2000-1
- Angelika Glitz: Monster unter Willis Bett, Thienemann Verlag 2000, ISBN 3-522-43327-0
- Wolfgang Gies: Mein Schlaf-gut-Buch, Herder Verlag 2000, ISBN 3-451-23202-2
- Brüder Grimm: Frau Holle, Thienemann Verlag 2001, ISBN 3-522-43374-2
- Hubert Schirneck: Als der Lange seine gute Laune verlor, Jungbrunnen-Verlag 2001, ISBN 3-7026-5729-0
- Brüder Grimm: Dornröschen, Thienemann Verlag 2002, ISBN 3-522-43432-3
- Hortense Ullrich: Leanders Abenteuer, Thienemann Verlag 2002, ISBN 3-522-17519-0
- Ildikó von Kürthy: Karl Zwerglein, Taschenbuch, Rowohlt-Verlag  2003, ISBN 3-499-21235-8
- Hortense Ullrich: Leanders Geheimnis, Thienemann Verlag 2003, ISBN 3-522-17593-X
- Brüder Grimm: Das Märchen-Bilderbuch der Brüder Grimm, Thienemann Verlag 2003, ISBN 3-522-43455-2
- Elizabeth Liddle: Mama, wie groß ist der Himmel?, Gabriel Verlag 2003, ISBN 3-522-30032-7
- Jeanette Randerath: Carlotta und die Zauberschuhe, Thienemann Verlag 2004, ISBN 3-522-43464-1
- Jule Sommersberg: Das große Buch fürs ganze Jahr, Gabriel Verlag 2004, ISBN 3-522-30049-1
- Dorothee Haentjes: Eine Riesenüberraschung, Sauerländer Verlag 2004, ISBN 3-7941-5030-9
- Angelika Glitz: Monster unter Willis Bett-kleine Ausgabe, Thienemann Verlag 2000, ISBN 3-522-43505-2
- Jeanette Randerath: Carlotta und das Rätsel der Zeit, Thienemann Verlag 2006, ISBN 3-522-43465-X
- Sandra Grimm: Pauline – Mauline, Ravensburger Buchverlag 2007, ISBN 3-473-32366-7
- Angelika Glitz: Kuschelhaarwuschel, Thienemann Verlag 2007, ISBN 3-522-43519-2
- Hortense Ullrich: Leanders mutigste Abenteuer, Rowohlt Tb. 2007, ISBN 3-499-21398-2
- Petra Lazik: Nein! Nein! Ich steig in kein fremdes Auto ein!, Coppenrath Verlag 2007, ISBN 3-815-74062-2
- Thomas Fuchs: Drei Freunde und der schwarze Hund, Thienemann Verlag 2008-01, ISBN 3-522-18016-X; Taschenbuch-Neuausgabe, Edition Gegenwind – Books on Demand, 2014 ISBN 978-3-7357-4298-8
- Jeanette Randerath: Fips versteht die Welt nicht mehr. Wenn Eltern sich trennen., Thienemann Verlag 2008, ISBN 3-522-43542-7
- Jule Sommersberg: Das große Buch fürs ganze Jahr – Aktualisierte Neuausgabe, Gabriel Verlag 2008, ISBN 978-3-522-30151-0
- Angelika Glitz: Der tapfere Toni, Thienemann Verlag 2009, ISBN 978-3-522-43605-2
- Elizabeth Liddle: Das ist so ungerecht!, Gabriel Verlag 2009, ISBN 978-3-522-30133-6
- Annika Thor: Geschichten von Anton, Carlsen Verlag 2009, ISBN 978-3-551-55543-4
- Gaby Scholz: Frech wie Oskar, Ravensburger Buchverlag 2010, ISBN 978-3-473-32395-1
- Elizabeth Liddle: Mal bin ich der Beste und mal du!, Gabriel Verlag 2010, ISBN 978-3-522-30211-1
- Annette Langen: Die kleine Motzkuh oder: wie man die schlechte Laune verjagen kann – Jubiläums-Ausgabe, Coppenrath, Münster 2010, ISBN 978-3-8157-5064-3
- Angelika Glitz: Die tapfere Tilli, Thienemann Verlag 2010, ISBN 978-3-522-43606-9